# Krakowskie Centrum Komunikacyjne
Krakowskie Centrum Komunikacyjne (KCK) – inwestycja, której głównym celem jest poprawienie komunikacji w centrum Krakowa. W ramach Krakowskiego Centrum Komunikacyjnego powstały:
- Dworzec MDA (otwarty w listopadzie 2005)
- ulica Wita Stwosza (otwarta w grudniu 2004)
- ulica Pawia – w tym budowa torowiska tramwajowego z ul. Lubicz do ul. Warszawskiej oraz modernizacja skrzyżowania Basztowa-Lubicz-Westerplatte (otwarta we wrześniu 2006)
- tunel drogowy pod Dworcem Głównym PKP wraz z ulicą św. Rafała Kalinowskiego, łączący ul. Pawią z ul. Wita Stwosza (otwarty w maju 2007)
- tunel szybkiego tramwaju (otwarty w grudniu 2008)
- podziemna hala dworca kolejowego Kraków Główny pod peronami dworca (otwarta w lutym 2014)

Krakowskie Centrum Komunikacyjne obejmuje także zabytkową halę dworca kolejowego Kraków Główny (otwartą w październiku 1847) z peronami i łączącymi je przejściami podziemnymi i nadziemnymi.